# Darryl Hickman
Pour les articles homonymes, voir Hickman.
Darryl Hickman, né le 28 juillet 1931 à Hollywood (Californie) et mort le 22 mai 2024 à Montecito (Californie), est un acteur américain.

## Biographie

### Jeunesse
Darryl est né à Hollywood, en Californie, le 28 juillet 1931 de Milton et Katherine (née Ostertag) Hickman. Son père vendait des assurances et sa mère était femme au foyer.
Son grand-père maternel, Louis Henry Ostertag, était un marin de la marine américaine sur le vaisseau amiral du commodore George Dewey, le croiseur USS Olympia, et présent à la bataille de la baie de Manille le 1er mai 1898, pour lequel il a reçu la médaille Dewey par loi du Congrès Selon le recensement de 1940, Darryl et sa famille vivaient avec ses grands-parents au 950 N. Kenmore Ave. à Los Angeles.

### Morts
Darryl est décédé le 22 mai 2024, à l'âge de 92 ans.

### Vie privée
Darryl a épousé l'actrice Pamela Lincoln (en), avec qui il avait joué dans le film Le Désosseur de cadavres, le 28 novembre 1959. Le couple, qui a eu deux fils, a divorcé en 1982. Leur plus jeune fils, Justin, s'est suicidé à l'âge de 19 ans en 1985.

## Filmographie partielle

### Au cinéma
- 1940 : Les raisins de la colère de John Ford : Windfield
- 1941 : Glamour Boy de Ralph Murphy : Billy Doran
- 1941 : Des hommes vivront (Men of Boys Town) de Norman Taurog : Flip
- 1942 : Un Américain pur sang (Joe Smith, American) de Richard Thorpe : Johnny Smith
- 1942 : Young America de Louis King : David Engstrom
- 1943 : Un commando en Bretagne (Assignment in Brittany) de Jack Conway : Etienne
- 1945 : L'Apprentie amoureuse (Kiss and Tell) de Richard Wallace : Raymond Pringle
- 1946 : Péché mortel (Leave Her to Heaven) de John M. Stahl : Danny Harland
- 1946 : L'Emprise du crime (The Strange Love of Martha Ivers) de Lewis Milestone : Sam adolescent
- 1947 : The Devil on Wheels de Crane Wilbur : Michael 'Micky' Clark
- 1948 : Deux Sacrées Canailles (The Sainted Sisters) de William D. Russell : Jud Tewilliger
- 1949 : Faites vos jeux (Any Number Can Play) de Mervyn LeRoy : Paul Enley Kyng
- 1950 : Années de jeunesse (The Happy Years) de William A. Wellman
- 1951 : Duel sous la mer (Submarine Command) de John Farrow : Enseigne Jack Wheelwright
- 1951 : Lightning Strikes Twice de King Vidor : String
- 1953 : Destination Gobi de Robert Wise : Wilbur "Coney" Cohen
- 1953 : Aventure dans le Grand Nord (Island in the Sky) de William A. Wellman : Swanson, l'opérateur-radio de McMullen
- 1953 : La Mer des bateaux perdus (Sea of the Lost Ships) de Joseph Kane
- 1954 : La caravane du désert (Southwest Passage) de Ray Nazarro
- 1955 : L'Aventure fantastique (Many Rivers to Cross) de Roy Rowland : Miles Henderson
- 1956 : Thé et Sympathie (Tea and Sympathy) de Vincente Minnelli : Al
- 1959 : Le Désosseur de cadavres (The Tingler) de William Castle : David Morris
- 1976 : Network, main basse sur la télévision (Network ) de Sidney Lumet : Bill Herron
- 1981 : L'Anti-gang (Sharky's Machine) de Burt Reynolds : Smiley
- 1981 : Looker de Michael Crichton : Dr Jim Belfield

### À la télévision
- 1958 : The Twilight Zone (épisode pilote : The time élément) de Rod Serling : Enseigne Janoski
- 1959-1962 : Les Incorruptibles (The untouchables), série, 2 épisodes.
- 1987 : La Belle et la Bête, série, (The beauty and the beast), 1 épisode.
- 1996 : Alerte à Malibu (Baywatch), série, 1 épisode.
- 1997-1999 : Une nounou d'enfer (The nanny), série, 4 épisodes.